# Maksyma (imię)
Maksyma – imię żeńskie pochodzenia łacińskiego, utworzone od przymiotnika maximus – „największy”, przydomka Jowisza. Wśród patronek tego imienia – św. Maksyma (zm. w 304 roku).
W styczniu 2024 w rejestrze PESEL było siedem kobiet o imieniu Maksyma nadanym jako imię pierwsze.
Maksyma imieniny obchodzi 26 marca, 16 maja, 30 lipca.
Żeński odpowiednik imienia Maksym.

## Osoby o imieniu Maksyma
- Máxima Zorreguieta – królowa Niderlandów.